# Zuzana Kučová
Zuzana Kučová (* 26. června 1982 Bratislava) je slovenská profesionální tenistka. Ve své dosavadní kariéře nevyhrála na okruhu WTA Tour žádný turnaj. V rámci okruhu ITF získala do června 2013 osm titulů ve dvouhře a čtyři ve čtyřhře.
Na žebříčku WTA byla ve dvouhře nejvýše klasifikována v červnu 2010 na 101. místě a ve čtyřhře pak v prosinci 2009 na 175. místě. Trénuje ji bývalá tenistka Radka Zrubáková.
Ve slovenském fedcupovém týmu neodehrála do roku 2014 žádné utkání.
Má mladší sestru Kristínu Kučovou (nar. 1990), která je také profesionální tenistkou.

## Tituly na turnajích okruhu ITF

### Dvouhra: 8
| Č. | Datum             | Turnaj | Dotace | Povrch | Soupeřka ve finále    | Výsledek      |
| -- | ----------------- | ------ | ------ | ------ | --------------------- | ------------- |
| 1. | 24. června 2001   | Alžír  | 10 000 | antuka | Mathilde Johanssonová | 6:3, 6:3      |
| 2. | 30. března 2003   | Řím    | 10 000 | antuka | Delia Sescioreanuová  | 6:3, 6:7, 6:0 |
| 3. | 16. prosince 2007 | Lagos  | 25 000 | tvrdý  | Syna Kayserová        | 6:2, 6:2      |
| 4. | 26. října 2008    | Lagos  | 25 000 | tvrdý  | Agnes Szatmariová     | 7:6, 4:6, 6:3 |
| 5. | 18. října 2009    | Lagos  | 25 000 | tvrdý  | Anna Gerasimouová     | 6:3, 7:5      |
| 6. | 25. října 2009    | Lagos  | 25 000 | tvrdý  | Nina Bratčikovová     | 6:0, 7:6      |
| 7. | 25. dubna 2010    | Bari   | 25 000 | antuka | Zuzana Ondrášková     | 6:4, 6:2      |
| 8. | 24. října 2010    | Lagos  | 25 000 | tvrdý  | Nathalie Piquionová   | 6:2, 6:0      |

### Čtyřhra: 4
| Č. | Datum           | Turnaj      | Dotace | Povrch | Spoluhráčka     | Soupeřky ve finále                   | Výsledek       |
| -- | --------------- | ----------- | ------ | ------ | --------------- | ------------------------------------ | -------------- |
| 1. | 25. března 2001 | Řím         | 10 000 | antuka | Iveta Benešová  | Claudia Ivoneová Roberta Vinciová    | 6:4, 4:6, 6:4  |
| 2. | 2. září 2001    | Bad Saulgau | 10 000 | antuka | Renata Kuzerová | Gabriela Navrátilová Lenka Novotná   | bez boje       |
| 3. | 17. března 2007 | Káhira      | 10 000 | antuka | Kristína Kučová | Melissa Berryová Michelle Gerardsová | 6:73, 6:4, 6:3 |
| 4. | 14. června 2009 | Zlín        | 50 000 | antuka | Kristína Kučová | Nikola Fraňková Carmen Klaschková    | 6:3, 6:4       |